# Shuttle-achtbaan
Een shuttle-achtbaan (ook wel boemerangachtbaan genoemd) is een specifieke achtbaan-lay-out die gekenmerkt wordt doordat de achtbaantrein geen volledig gesloten circuit aflegt, maar heen en terug gaat, net als een boemerang die steeds terugkomt nadat deze wordt weggegooid.

## Kenmerken
De achtbaantrein volgt een lineaire route en komt aan het einde van het circuit tot stilstand. Hierna wordt de beweging omgekeerd en legt de trein achteruit het circuit nogmaals af. Doordat de trein hetzelfde traject nogmaals in de andere richting aflegt bevindt zich op een shuttle-achtbaan slechts één trein. Dit zorgt ervoor dat de capaciteit van shuttle-achtbanen vaak lager is dan van een gewone achtbaan die met meerdere treinen rijdt, omdat steeds moet gewacht worden tot de trein weer in het station is.

### Primeur: Power Splash
In 2016 opende in Walibi Belgium de eerste Power Splash ter wereld. Dit is een shuttle-waterachtbaan gebouwd door MACK Rides, met korte treinen van één 'wagon'. Bijzonder is dat Pulsar, zo heet de baan in Walibi, gebruikmaakt van een draaischijf in het station om zo toch twee treinen te kunnen gebruiken. Terwijl één trein het traject aflegt, kan de tweede trein gevuld worden in het station. Zo kan de capaciteit van de baan fors verhoogd worden.

## Geschiedenis
De allereerste achtbanen waren in feite ook shuttle-achtbanen aangezien men na het glijden van de hellingen weer terug moest klimmen naar boven. De eerste shuttle-achtbaan met rails was de Mauch Chunk Gravity Railroad, een spoorlijn oorspronkelijk gebouwd om steenkolen mee te vervoeren. De eerste baan specifiek gebouwd als achtbaan was de Gravity Pleasure Switch Back Railway in Coney Island in 1884.

## Moderne uitvoeringen

### Mechanische lancering
De eerste moderne shuttle-achtbanen werden in 1977 geopend en werden gebouwd door Arrow Dynamics en Anton Schwarzkopf.
De banen Black Widow, Demon, Zoomerang werden gebouwd door Arrow en bevatten een elektrische vliegwiellancering en zijn van het model Launched Loop. Alle drie deze banen zijn inmiddels gesloten.
De door Anton Schwarzkopf gebouwde banen King Kobra, White Lightnin' en Greased Lightnin' werken met een vallend gewicht als lancering en zijn van het model Shuttle Loop. Van deze drie in 1977 geopende banen is alleen Greased Lightnin' gesloten. Ook Sirocco in Walibi Belgium was een Schwarzkopf-baan met vliegwiellancering, maar bijeen grote renovatie in 2013 werd het mechanisme vervangen door lineaire inductiemotoren (zie hieronder).

### Optakeling
In 1984 opende de eerste shuttle-achtbaan met optakeling genaamd Boomerang in Bellewaerde. Deze baan was de tweede die gemaakt is, maar de eerste is door technische problemen pas later geopend. Een week later werd in Canada eenzelfde achtbaan geopend. Dit Boomerang-model van Vekoma is een van de meest wijdverspreide achtbaanmodellen ter wereld geworden.

### Latere innovaties
Latere innovaties waren het gebruik van lineaire inductiemotoren door bijvoorbeeld Premier Rides op Batman and Robin: The Chiller in Six Flags Great Adventure en het omgekeerde shuttle-achtbanen zoals Vertical Velocity van bouwer Intamin AG en Invertigo en Giant Inverted Boomerang van bouwer Vekoma.

## Galerij

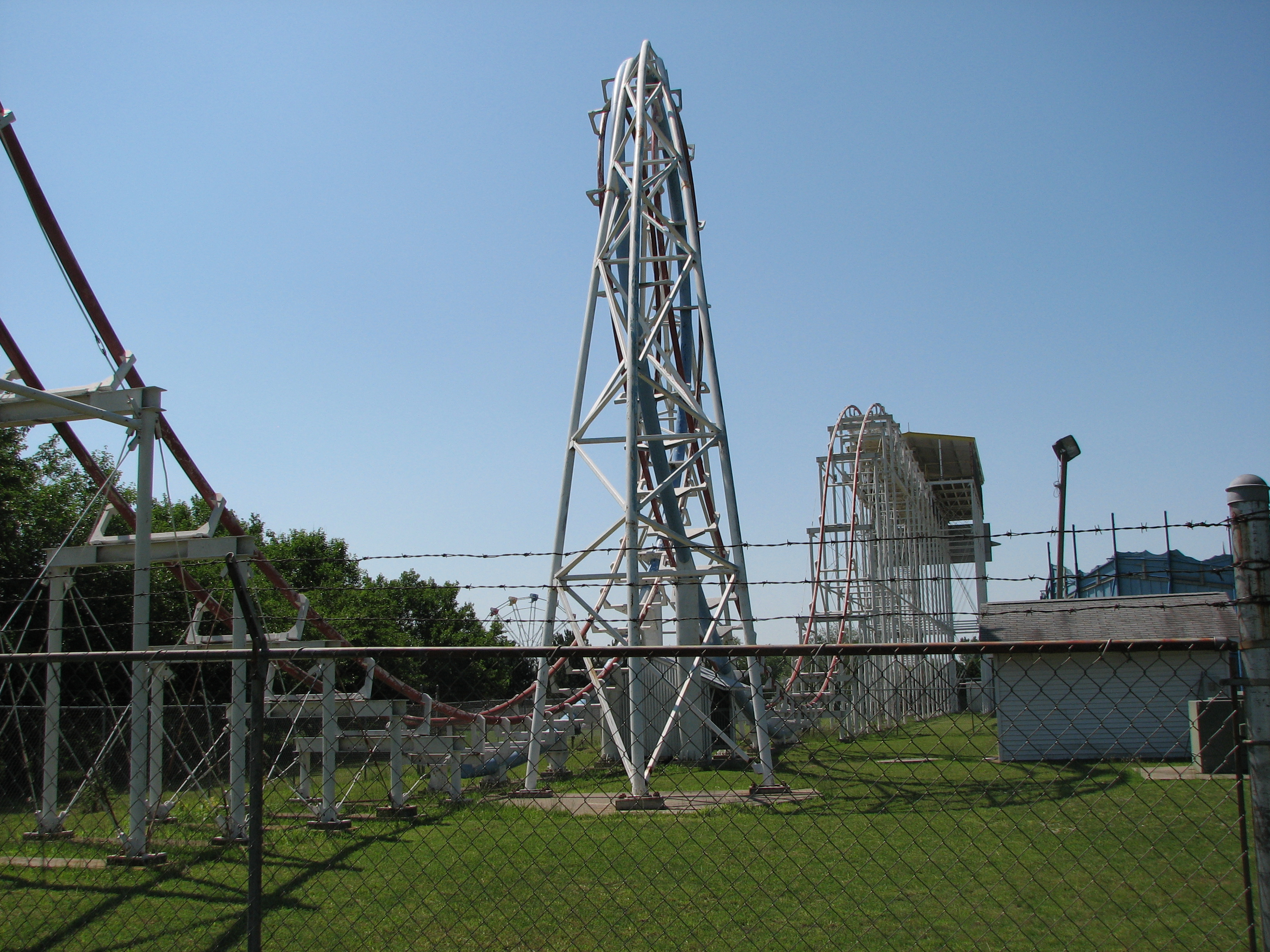
Afterburner (gebouwd door Arrow Dynamics) in Fun Spot Amusement Park & Zoo
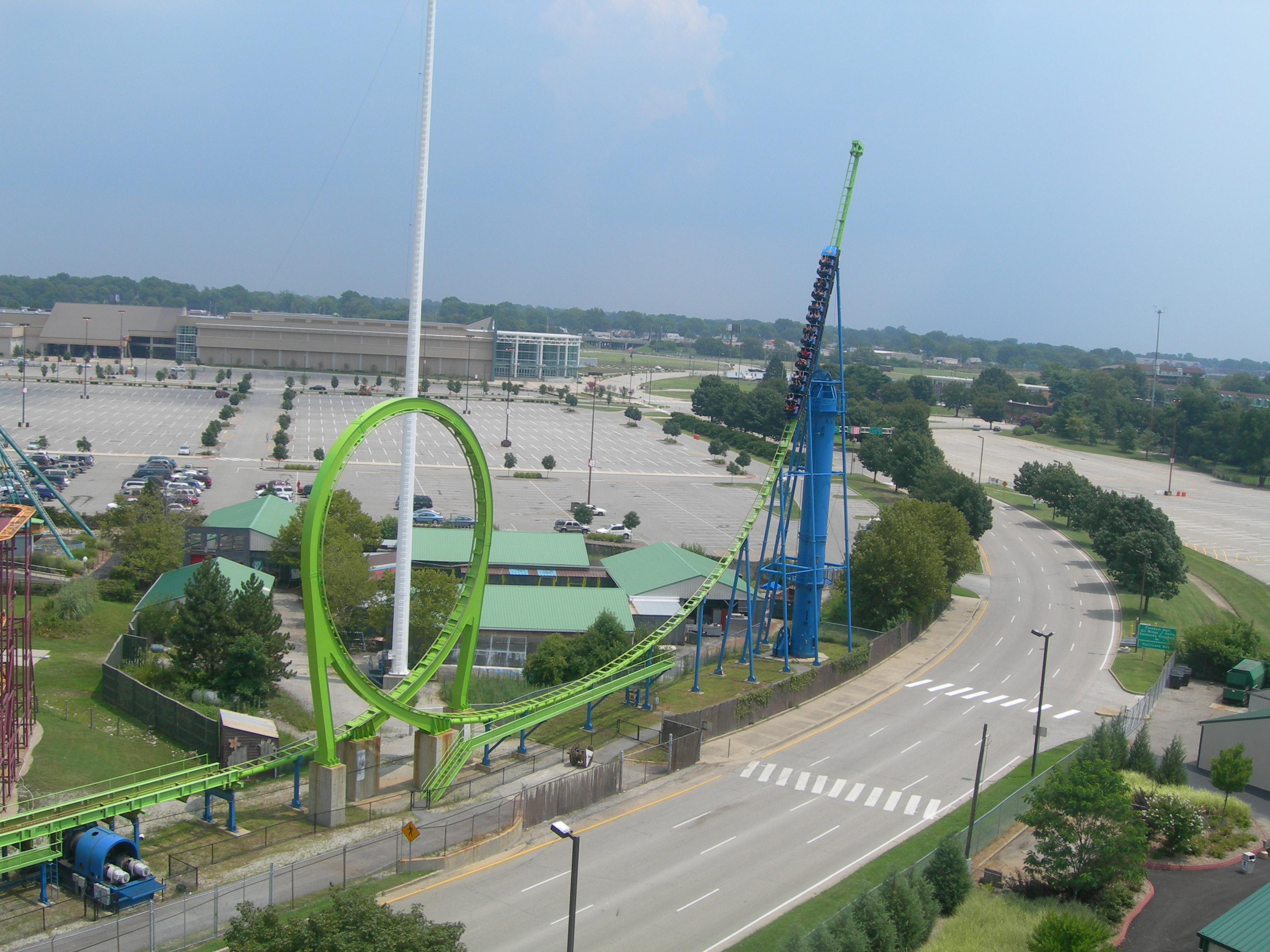
Greezed Lightnin' (gebouwd door Anton Schwarzkopf) in Six Flags Kentucky Kingdom
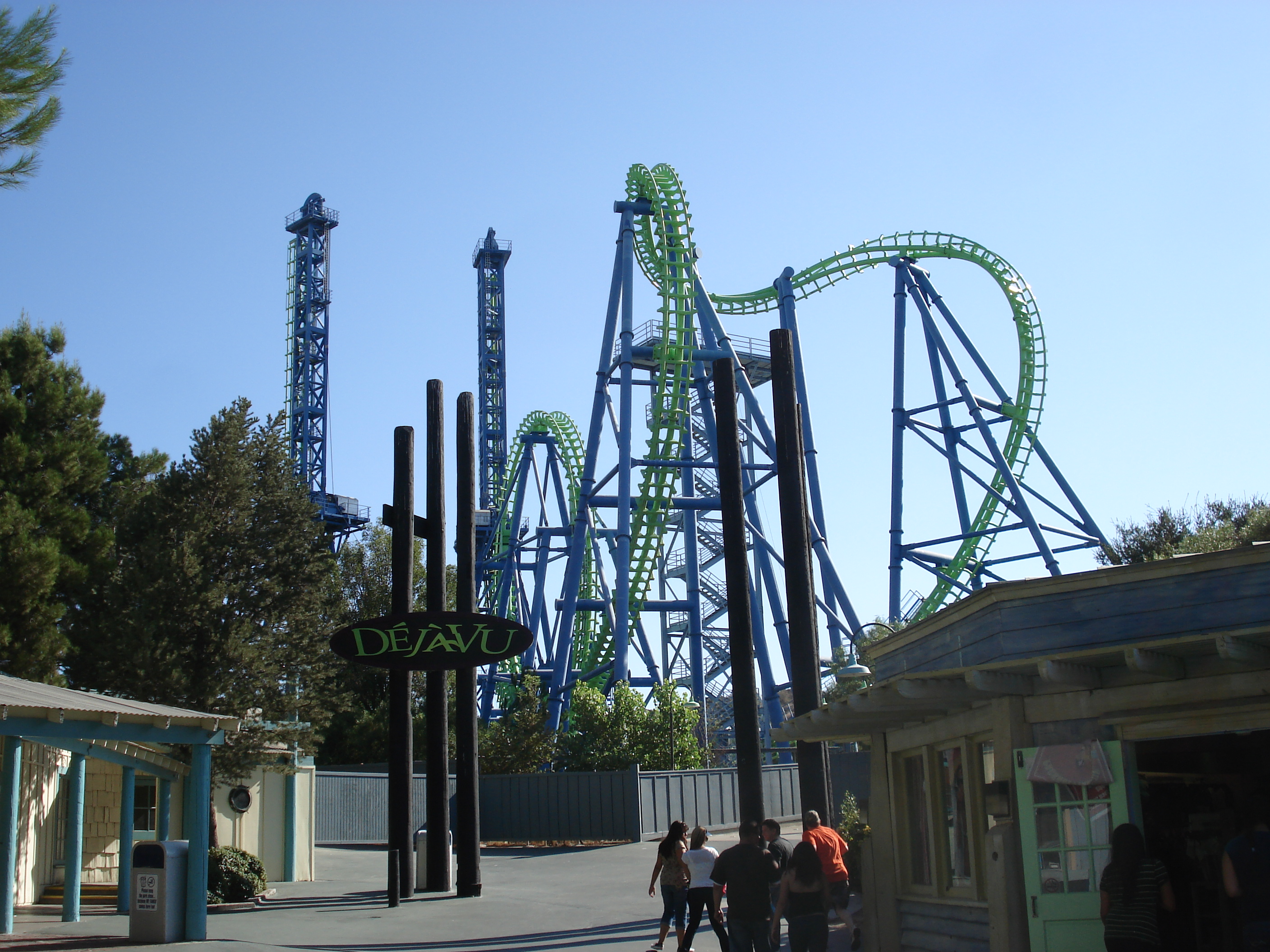
Déjà Vu (gebouwd door Vekoma) in Six Flags Magic Mountain
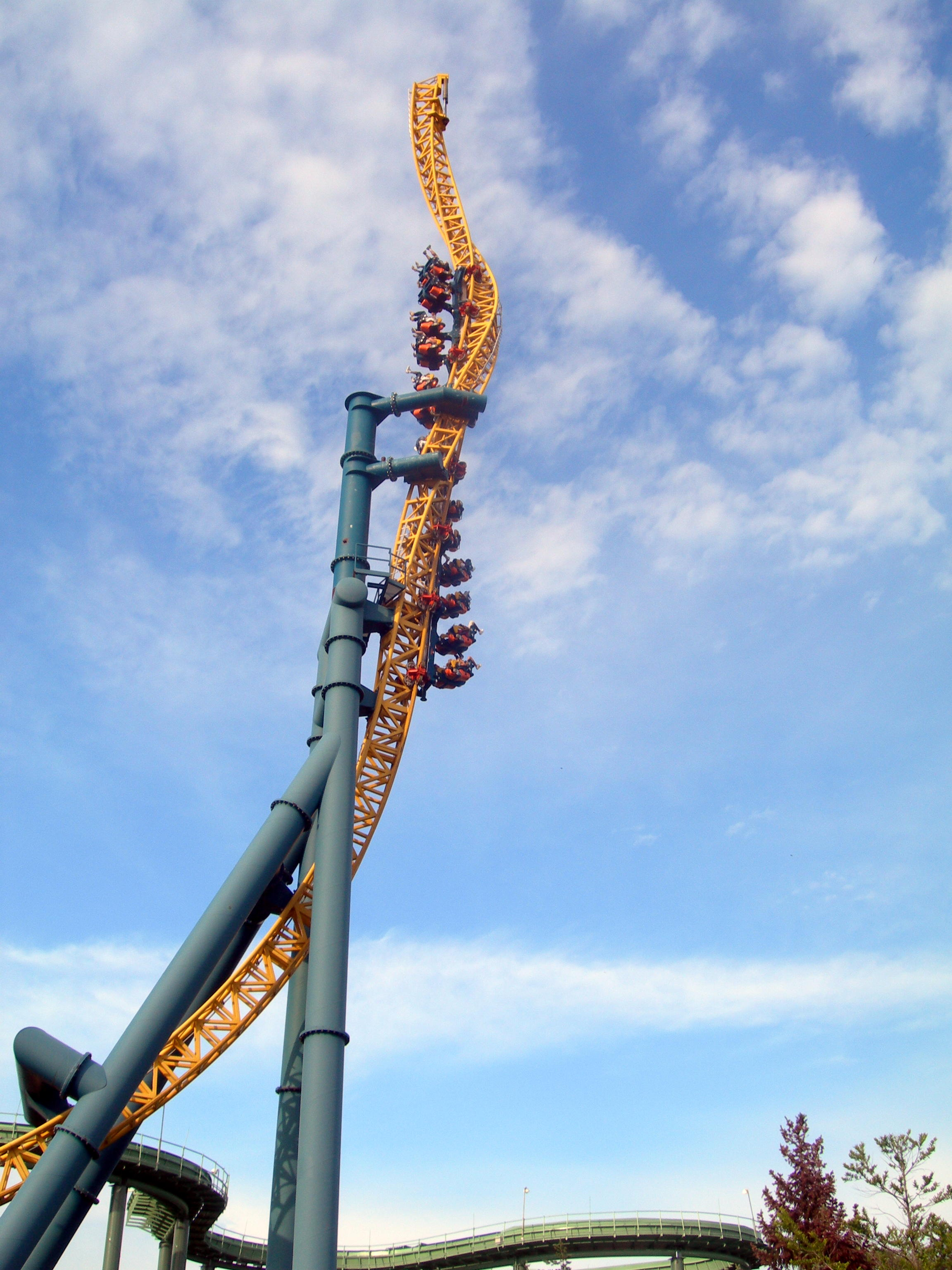
Vertical Velocity (gebouwd door Intamin AG) in Six Flags Great America
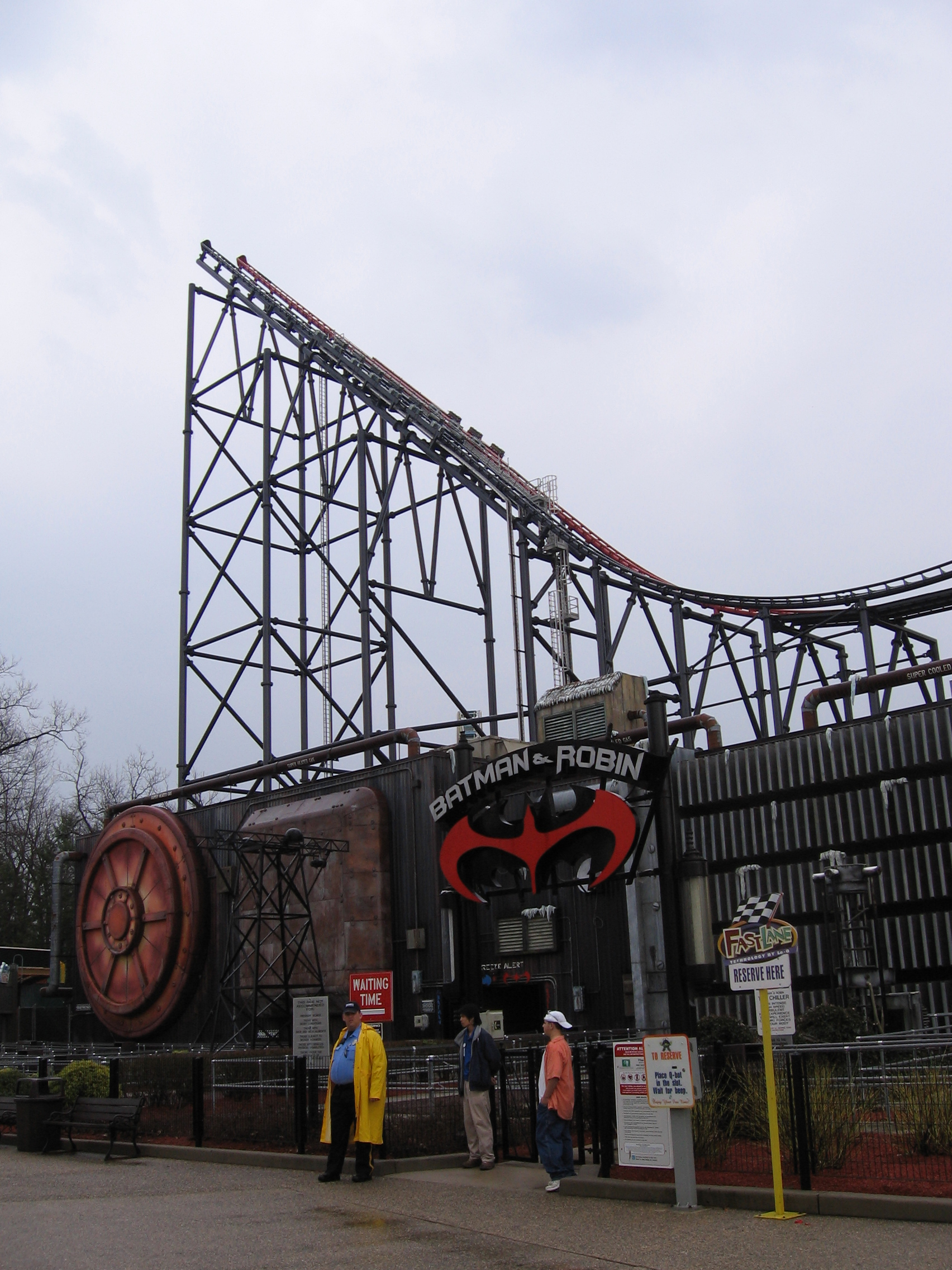
Batman and Robin: The Chiller (gebouwd door Premier Rides) in Six Flags Great Adventure